# Лоран, Жаклин
Жаклин Лоран (фр. Jacqueline Laurent; 6 августа 1918, Бриен-ле-Шато, Франция — 18 декабря 2009, Грас, Франция) — французская актриса кино и театра.

## Карьера
Известность актрисе принесли съёмки в фильме Марселя Карне «День начинается». После того как Жаклин заметил американский продюсер Луис Б. Майер, она смогла дебютировать в Голливуде. Также она планировалась на главную женскую роль в ленте «Набережная туманов», но в итоге выбор пал на Мишель Морган.

## Личная жизнь
Вышла замуж в шестнадцать лет, но вскоре развелась. Этот брак остался единственным в жизни актрисы. Некоторое время в 30-е она состояла в романтической связи с Жаком Превером.

## Избранная фильмография
- 1935 — Рассвет над Францией
- 1937 — Из-за розы
- 1938 — Суд над детьми Одри
- 1939 — День начинается
- 1943 — Две робкие души
- 1945 — Чёрное свадебное платье
- 1946 — Пути греха